# Gérard Alaphilippe
Pour les articles homonymes, voir Alaphilippe.
Gérard Alaphilippe est un syndicaliste enseignant (Snes) français, né le 10 septembre 1929 à Rouen et mort le 9 février 2009 à La Verrière. 

## Biographie
Fils d'un technicien des PTT, il adhère au Parti communiste français, que son père avait rejoint pendant l'Occupation, en 1947.
Militant politique, il a des responsabilités dans l'appareil de la fédération du PCF de Haute-Garonne, tout en continuant ses études, à Toulouse, où il milite au sein de l'Union nationale des étudiants de France puis à Paris. Il écope même d'une condamnation pénale pour avoir participé à une manifestation contre la guerre d'Indochine, en 1950.
En 1960, il obtient l'agrégation de Géographie, et réoriente son activité militante vers le syndicalisme enseignant, en adhérant au Snes. Il obtient un poste au lycée Thiers de Marseille en 1960, où il devient rapidement secrétaire d'une section communiste du lycée, le "Comité antifasciste". Il  donne des cours à l'Université  nouvelle  de  Marseille sur le développement des pays sous-développés. Muté à Paris en 1961, il devient à partir de cette date, le principal porte-parole des communistes au sein de la tendance B (future Unité et Action) du Snes, menée alors par André Drubay, qui n'était pas membre du parti. Il entre cette même année à la Commission administrative nationale de ce syndicat.
En 1967, lorsque Unité et Action obtient la majorité dans les élections internes, Gérard Alaphilippe entre à la direction nationale du syndicat, au sein de ce qu'on surnomme alors le "mini-secrétariat", avec une responsabilité assez vague et large, englobant les publications et la formation syndicale. Le syndicat lui doit notamment une politique de rénovation de son journal et une ouverture de la communication à l'extérieur.
En 1971, il devient secrétaire général adjoint, et sera pendant dix ans une sorte de numéro 2 du Snes, derrière Étienne Camy-Peyret, avec des attributions très générales. C'est donc très logiquement qu'au départ de celui-ci, en 1981, il devient le troisième secrétaire général du Snes issu du courant Unité et Action, le premier à appartenir au Parti communiste.
La période, cependant, est complexe pour lui. Il peine à concilier son soutien à une majorité de gauche qu'il a appelée de ses vœux et les désillusions des salariés, et plus particulièrement des enseignants, quant à la politique qu'elle mène. Cette situation, couplée semble-t-il à des difficultés personnelles, le conduit à présenter sa démission, de façon inattendue, en 1984, en pleine guerre scolaire sur la question de la laïcité. Il est alors remplacé par Monique Vuaillat.
Tout en restant adhérent du Snes, il abandonne toute activité militante.